# Predmestje
Predmestje (Suburbis) és una pel·lícula dramàtica eslovena del 2004 dirigida i escrita per Vinko Möderndorfer, basada en la seva pròpia novel·la de mateixa nom.

## Argument
La Marjana i els seus amics del barri dels suburbis es veuen pertorbats per la mudança d'una parella jove d'una nacionalitat diferent.

## Repartiment
- Renato Jenček com a Marjan
- Peter Musevski com a Fredi
- Jernej Šugman com a Slavko
- Silvo Božič com a Lojz
- Tadej Toš com a Nebojša
- Maja Lešnik com a Jasmina
- Alenka Cilenšek com a Stefanija
- Silva Čušin com a Ema
- Marinka Štern com a Katarina
- Katarina Stegnar com a Mojca
- Primož Petkovšek com a xef

## Recepció
La pel·lícula va rebre una menció especial del jurat al Festival Internacional de Cinema d'Annonay, on també va ser nominada al Gran Premi del Jurat, i també va ser nominada al Grand Prix des Amériques al Festival Internacional de Cinema de Montreal.